# Terremoto en Nueva York (película de 1998)
Terremoto en Nueva York (título original: Earthquake in New York) es un telefilme de catástrofe de 1998 dirigida por Terry Ingram y protagonizada por Greg Evigan, Melissa Sue Anderson y Cynthia Gibb.

## Argumento
John Rykker es un policía modelo y hombre de familia que vivió cuatro años antes en los suburbios de Los Ángeles con sus hijos y su esposa Laura hasta que su vida dio entonces un giro trágico cuando su hijo menor murió en un terremoto allí. Por ello, por temor a más terremotos como este, la familia se mudó a Nueva York. Allí John se entrega aún más a su trabajo y, junto con su compañero Eric Steadman, pronto se gana la reputación de ser un cazador de crímenes obsesivo. Aun así los dos aún no han podido arrestar al psicópata Mallik. Mientras que John y Eric buscan al asesino, un gran terremoto golpea entonces Nueva York en medio de la hora pico, devastando gran parte de Manhattan. La esposa de John, Laura, está atrapada después del terremoto en un túnel subterráneo enterrado con su hija Carla. Ahora John está dividido entre su deber como oficial de policía y la preocupación por su familia y va, junto con Eric y el sismólogo Dr. Marilyn Blake a través del metro devastado. Minetras tanto el asesino Mallik se aprovecha del caos y sigue a John bajo tierra.

## Reparto
| Actor                | Papel                   |
| -------------------- | ----------------------- |
| Greg Evigan          | Detective John Rykker   |
| Melissa Sue Anderson | Dr. Marilyn Blake       |
| Cynthia Gibb         | Laura Rykker            |
| Michael Moriarty     | Capitán Paul Stenning   |
| Götz Otto            | Detective Eric Steadman |
| Michael Sarrazin     | Dr. Robert Trask        |
| Dylan Provencher     | Andrew Rykker           |

## Producción
La película fue rodada en Toronto, Canadá.

## Recepción
Hoy en día la película ha sido valorada en portales cinematográficos. En IMDb, con unos 528 votos registrados, el telefilme obtiene una media ponderada de 4,2 sobre 10. En cuanto a Rotten Tomatoes, los más de 500 votos registrados le dieron allí una valoración media de 3 de 5.